# Muncimir horvát fejedelem
Muncimir horvát fejedelem (? – 910, uralk. 892 – 910), a tengerparti Horvát Fejedelemség uralkodója. I. Trpimir fejedelem fia volt, fia pedig I. Tomiszláv néven Horvátország első királya lett Muncimir halálát követően. Elődjéhez Branimirhoz hasonlóan sikerült megőriznie a fejedelemsége függetlenségét a régió nagyhatalmaival szemben. 892-ben került a trónra, és még ebben az évben a spliti érsek és nini püspök területi vitájában ítélkezett. A per során Aldefreda nini püspök azt állította, hogy a Putalji Szent György templomot I. Trpimir csak időlegesen adta a spliti érseknek, amíg az hivatalát teljesítette, azt követően vissza kellett volna szállnia a nini püspökségre. Ezzel szemben Péter spliti érsek azt állította, hogy a templom ajándék volt az elődei számára a horvát fejedelemtől. Mucimir végül a spliti érsek javára döntött. Székhelye valószínűleg a Trogir melletti Bijaćon lehetett.